# Danmarks ambassade i Teheran
Danmarks ambassade i Teheran er Danmarks officielle repræsentation i Iran. 
Ambassaden blev etableret i 1933, samme år som Danmark og Iran underskrev en venskabstraktat, hvilket markerede begyndelsen på de diplomatiske forbindelser mellem de to lande. Ambassadens primære opgaver omfatter at varetage danske interesser i Iran, herunder at følge iransk indenrigspolitik, den regionale udvikling samt at yde konsulær assistance til danske borgere i landet. Ambassaden håndterer også visumansøgninger fra iranere, der ønsker at besøge Danmark.

## Historie
De diplomatiske relationer mellem Danmark og Iran går langt tilbage. Allerede i 1901 blev der udnævnt en persisk konsul i København. I 1933 etablerede Danmark en konsul i Iran, og i 1939 blev der udnævnt en residerende ambassadør. Danmark har haft en ambassade i Tehran lige siden. De kommercielle bånd mellem landene er også gamle; det danske firma Kampsax byggede i 1930'erne en stor del af den trans-iranske jernbane fra Det Kaspiske Hav til Den Persiske Golf.

## Angrebet i 2006
I februar 2006 blev Danmarks ambassade i Teheran udsat for angreb i forbindelse med de globale protester mod Jyllands-Postens offentliggørelse af Muhammed-tegningerne. Demonstranter forsøgte at trænge ind på ambassadens område og kastede sten mod bygningen, hvilket forårsagede materielle skader. Iranske sikkerhedsstyrker greb ind for at beskytte ambassaden og forhindrede yderligere eskalation. Dette angreb var en del af en række voldelige reaktioner mod danske diplomatiske missioner i Mellemøsten på det tidspunkt.